# Konstantin Biebl
Pour les articles homonymes, voir Biebl.
Konstantin Biebl, né le 26 février 1898 à Slavětín – mort le 12 novembre 1951 à Prague, est un poète tchécoslovaque.

## Œuvres
- Cesta k lidem (1923)
- Věrný hlas (1924)
- Zlom (1925)
- Zloděj z Bagdadu (1925)
- Zlatými řetězy (1926)
- Modré stíny (1926)
- S lodí jež dováží čaj a kávu (1927)
- Nový Ikaros (1929)
- Nebe peklo ráj (1930)
- Plancius (1931)
- Zrcadlo noci (1939)
- Bez obav (1951)
- Cesta na Jávu (1958)